# Ford FK 1000/1250
Der Ford FK 1000/1250, später Ford Taunus Transit, war ein zwischen 1953 und 1965 im Werk Köln-Niehl der deutschen Ford-Werke und von 1964 bis Mitte 1966 im Ford-Montagewerk Azambuja (Portugal) gebauter Kleintransporter.
Zur damaligen Zeit hatte die Ford-Nutzfahrzeugsparte in Europa neben dem FK 1000/1250 auch den später von Ford of Britain gebauten Ford Thames 400E im Angebot, der auch teilweise in Kontinentaleuropa angeboten wurde bzw. auch in Dänemark montiert wurde. Die Ford-Konzernzentrale in Detroit sah jedoch keinen Sinn in der Parallelentwicklung zweier Nachfolgemodelle und verordnete mit „Project Redcap“ die gemeinsame Entwicklung eines gesamteuropäischen Transporters. Aus dem „Projekt Rotkäppchen“ wurde schließlich der Nachfolger beider Modelle, der Ford Transit.

## Modellhistorie

### FK 1000/1250 1953–1961
Nach dem Ende des Zweiten Weltkrieges baute Ford Deutschland die beiden Lkw- und Omnibus-Reihen Rhein/Ruhr und den Pkw Taunus G73A („Buckeltaunus“), die alle noch vor dem Krieg entwickelt worden waren. Vom Taunus-Kombi gab es ab 1949 auch eine Lieferwagen-Version ohne hintere Seitenscheiben, die Ford als Schnell-Lieferwagen bewarb, als Reaktion auf den DKW-Schnellaster und ähnliche Modelle wie zum Beispiel Opel Olympia und Mercedes 170 V. Als der erste VW-Transporter (VW T1) sowie der Tempo Matador auf den Markt kamen, begann Ford Köln ein Konkurrenzmodell zu entwickeln. Die Vorgaben hierfür waren 1000 kg Nutzlast, Kastenrahmen mit Karosserie zu einer selbsttragenden Karosserie verschweißt, geringes Leergewicht von maximal einer Tonne, Frontlenker-Bauweise und Ausbaufähigkeit als Pritschen- und Kombiwagen, Kleinbus und Transporter mit Sonderaufbauten. Da der Antriebsstrang vom neu entwickelten Pkw Taunus 12M/15M übernommen wurde, saß der Motor vorn und trieb die Hinterräder an.
Der Konstrukteur des VW-Transporters Alfred Haesner wechselte 1952 zu den Kölner Ford-Werken, wo er die Leitung des Projektes übernahm. Der erste Prototyp wurde noch 1952 fertiggestellt und sah dem VW-Transporter recht ähnlich, insbesondere die geteilte Frontscheibe und der Übergang zum Dach.
Die noch kleine Abteilung unter Haesner entwickelte aus diesem Prototyp das Serienmodell gemeinsam mit dem Heilbronner Karossierbauer Drauz-Werke, der bereits vor dem Zweiten Weltkrieg Ford-Cabriolets und Fahrerhäuser für Ford-Liefer- und Kastenwagen hergestellt hatte. Es hatte nun statt der Front mit quadratischem, quergeripptem Grill und geteilter Scheibe eine einteilige breite Frontscheibe und einen Grill mit vertikalen Stäbchen und 24 Horizontal-Streben. Darüber saß ein rechteckiges Emblem mit der Zahl 1000 für die Nutzlaststärke und das Markenemblem FK für Ford Köln. Vorne gab es eine einzelne durchgehende und hinten zwei kleine seitliche Stoßstangen. Charakteristisch waren die quergesickten unteren Seitenkanten, die im Volksmund „Wellblech“-Ecken genannt wurden.
Im März 1953 wurde auf der 36. Deutschen Automobilausstellung in Frankfurt/M. der FK 1000 vorgestellt. 1951 wurde die Ford-FK-Serie mit einer Nutzlast ab 2000 kg gestartet und 1952 die Lieferwagen und Pick-up-Modelle des neuen Taunus 12M mit einer Nutzlast bis zu 600 kg. Somit rundete Ford mit dem FK 1000 sein Nutzfahrzeugprogramm aus der FK-Serie und den Rhein/Ruhr-Modellen nach unten hin ab. Die Karosserien, teilweise bereits vorlackiert, wurden per Binnenschiff von Drauz aus Heilbronn geliefert und die Wagen im Ford-Werk Köln montiert. Im Innenraum wurde das Kombi-Instrument des Taunus 12M sowie die 3-Gang-Lenkradschaltung verwendet. Vom 12M stammte auch der 1,2-Liter-Reihen-Vierzylinder-Ottomotor mit stehenden Ventilen und 38 PS (28 kW), der in seinen Grundzügen auf den Ford Eifel von 1935 zurückging. Anfänglich wurde dieser vor der Vorderachse eingebaut, was eine unangenehme Kopflastigkeit bescherte. Mit seiner Motorleistung lag der FK 1000 unangefochten an der Spitze der neuen Transporter-Generationen in Deutschland, denn der VW T1 brachte es mit einem Käfer-Motor nur auf 25 PS (18 kW); der Tempo Matador 1000 leistete 26 PS (19 kW) und der DKW-Schnelllaster sogar nur 22 PS (16 kW). Der Tempo Matador 1400 zog seine Kraft aus einem Heinkel-Motor mit 34 PS (25 kW), was ihn 80 km/h schnell machte. Der VW-Transporter dagegen schaffte nur 75 km/h – während der FK 1000 mit 95 km/h erheblich schneller war und auch besser beschleunigte, was dazu führte, dass der FK 1000 in den Medien als „Renntransporter“ bezeichnet wurde.
Das Fahrzeugkonzept brachte – auch im Vergleich zum VW-Transporter – einen größeren, ungeteilten und vor allem ebenen Laderaum von 5 Kubikmetern Inhalt. Durch die sehr breite hintere Tür war er auch für Ladung an der Rampe gut geeignet; durch die seitliche Tür hätte eine Europalette gepasst, wenn es die damals schon gegeben hätte. All dies führte dazu, dass der FK 1000 besonders beliebt bei Feuerwehren und Rettungsdiensten war; er wurde öfter angeschafft als der VW-Transporter und war teilweise Jahrzehnte im Gebrauch. Zu seinen Vorzügen gehörten auch der geringe Kraftstoffverbrauch, der bei 80 km/h um 9,7 l/100 km lag, die günstigen Preise für Instandsetzung und Wartung, die sich oft unter PKW-Niveau bewegten, und letztlich auch der Anschaffungspreis.
Ausgeführt war der Transit mit einem einfachen Fahrwerk mit blattgefederten Starrachsen, was ihm einen relativ schlechten Fahrkomfort einbrachte; zusätzlich führte der vorne zwischen den Sitzen eingebaute Motor zu hohen Schallpegeln im Innenraum. Dies waren wohl auch die Gründe, weswegen der FK 1000 nicht den Erfolg des VW T1 erreichen konnte.
Die Modellvarianten
- Kastenwagen (G13T)
- Kleinbus Kombi (G13TK) für acht Personen mit herausnehmbaren Sitzbänken und Klappsitz
- Kleinbus Spezial (G13TO) mit festem Einbau, Chromausstattung, farblich abgestimmte Seitenwände, Dachhimmel sowie Polsterbezüge, Sonnenblende für den Beifahrer, Holzleisten, Fahrgastraumbeleuchtung, Aschenbecher und Garderobenhaken. Optional Klimaanlage von Behr.
- Pritschenwagen (Automobil) (G13TP) mit 2,6 m langer und 1,6 m breiter Stahlpritsche, auf Wunsch mit Plane und dazugehörigem Spriegel.

Ab März 1954 war ein sperrsynchronisiertes Vierganggetriebe im Bus serienmäßig und ansonsten wahlweise erhältlich. Eine seitliche linke Tür beim Kastenwagen war ebenfalls gegen Mehrpreis lieferbar.

#### FK 1000 Modelljahr 1955
Zum Modelljahr 1955 wurde der Motor vom Fußraum des Fahrerhauses zwischen die beiden Vordersitze verlegt, um die starke Kopflastigkeit bei leerem Wagen zu verringern. In der Werbung sprach Ford von mehr Beinfreiheit – der Fahrer konnte auch bequem nach rechts aussteigen – und besserer Zugänglichkeit des Motors sowie günstigerer Führung der Heizungsluftkanäle. Die Hauptmaßnahme wurde nur versteckt als bessere Gewichtsverteilung umschrieben.
Zudem erhielt der FK 1000 mehr Leistung durch den für den neuen Taunus 15M konstruierten Reihen-Vierzylinder-Motor mit hängenden Ventilen und 1,5 Litern Hubraum und 55 PS. Die Höchstgeschwindigkeit stieg hierbei nur um 5 km/h, jedoch sank der Kraftstoffverbrauch auf 9,4 l/100 km bei 80 km/h und das Beschleunigungsvermögen verbesserte sich erheblich gegenüber dem 1,2-Liter.
6990 DM kostete 1955 der Kastenwagen in seiner Grundausstattung mit einem Mehrpreis von knapp 200 DM für den 1,5-Liter-Motor samt Vierganggetriebe. Weitere technische Änderungen waren verstärkte Hinterfedern und hintere Hebelstoßdämpfer mit Doppelwirkung, vergrößerte Bremsfläche, vergrößerter Kühler, verstärkte Vorderachse, Scheibenwischer nun mit Parkstellung sowie Griffmulden in den vorderen Türen.

#### FK 1000/1250 Modelljahr 1958
Anfang 1958 gab es Blinker statt der veralteten seitlich angebrachten Winker und das neue Modell FK 1250 mit 1250 kg Nutzlast wurde neu ins Programm genommen. Neu war auch der Holzpritschenwagen (G4 bzw. G7BTH/T), mit anderer Bodengruppe als der bereits seit 1953 produzierte Stahlpritschenwagen, der 4,4 m² völlig ebene Ladefläche sowie voll abklappbare Bordwände bot. Weitere technische Änderungen waren modifizierte Bremsen und Auspuffanlage sowie kombinierte Schluss- und Blinkleuchten und moderne rechteckige statt ovaler Innenleuchten. Für die Exportversion stand ein Meilentacho zur Wahl und beim Kühlerschutzgitter verschwanden die Streben ebenso wie das Frontemblem. Fortan waren die Bezeichnungen FK 1000 bzw. FK 1250 auf der Frontmaske.
Neu war auch ein Fahrgestell mit Fahrerhaus auf Basis des Holzpritschenwagens für individuellen Aufbau. Karossierbauer wie Pollmann, Migö oder Metz stellten daraus Feuerlösch-, Drehleiter-, Polizei- und Bestattungsfahrzeuge her, außer den bereits auf Basis des Kasten oder Kombi entstehenden Unfallaufnahmewagen für die Verkehrspolizei, Krankenwagen oder Getränkefahrzeuge.
Ford bewarb den FK 1000/1250 nun als Eilfrachter. Ab 1959 gibt es ein Kipperfahrzeug mit handbetriebener Kipppritsche auf Basis der Holzpritsche und eine Doppelkabine (G4 bzw. G7BTP/B) mit tiefliegender Stahlpritsche. Nunmehr wurden 16 Modelle ab Werk angeboten, ab November auch Rechtslenker für den Export.
Ab Januar 1960 konnte auf Wunsch ein Hauptstromölfilter in der 1,5-Liter-Version eingebaut werden, gleichzeitig gab es verlängerte Ölwechsel- und Schmierdienstintervalle bei allen Versionen. Der Solex-Vergaser des 1,5-Liter-Motors wurde mit neuen Düsen bestückt und ab Juni wurden alle Modelle serienmäßig mit einem vollsynchronisierten Vierganggetriebe und Scheibenwaschanlage ausgestattet.
Obwohl sich der FK 1000/1250 gut in seinem Segment verkaufte, entschloss man sich 1961 zur Aufgabe des Namens FK. Der Grund lag hierbei an der Einstellung des LKW-Baus bei Ford Köln. Die zuletzt erfolglose Ford-FK-Serie hatte Fords Ruf für Zuverlässigkeit im Nutzfahrzeugbereich nachhaltig gestört, durch die unzuverlässigen Zweitakt-Diesel-V-Motoren AD4 und AD6. Somit wäre der FK 1000/1250 der einzige Vertreter mit dem Namen FK geblieben – und Ford wollte ihn nicht weiter mit der FK-Serie verbinden.

### Taunus Transit 1961–1965
Da alle Fahrzeuge von Ford Köln den Namen Taunus voran trugen, Taunus 12M, Taunus 15M und Taunus 17M, erhielt auch der FK 1000/1250 diesen kombiniert mit Transit (lateinisch: transire – hinübergehen, überschreiten, übertreffen) als Ford Taunus Transit.
Außer dem Namen blieb zunächst fast alles beim alten, wobei der 1250 ausschließlich mit dem 1,5-Liter-Motor ausgerüstet wurde und der 1,2-Liter-Motor nur noch beim 1000 Kombi und beim Kastenwagen erhältlich war. An der Front tauchte nun erstmals die Ford-Pflaume am unteren Teil der rechten B-Säule auf, während unterhalb der Windschutzscheibe das Wappen von Ford Köln mit einem darüber liegenden kleinen Taunus-Schriftzug angebracht wurde. Oberhalb des Kühlergrills wurde in Großbuchstaben TRANSIT aufgetragen, ebenso am Heck. Kurz nach der Namensänderung wurden ein Lenkradschloss sowie kombinierte Schiebe- und Ausstellfenster vorne eingeführt.
Im April 1962 folgte eine Version mit 800 kg Nutzlast (G1BT) und kleinerer Reifen- und Felgengröße. Dieses neue Sparmodell, das es nur noch mit dem 55-PS-Motor gab, war mit knapp 5.900 DM erheblich preiswerter als ein Taunus Transit 1000 gleicher Ausführung. Die Busversionen des 1000 bzw. 1250 fielen weg und wurden in die 800er-Serie integriert (G1BTO). Außer der Doppelkabine waren alle Karosserievarianten für den Taunus Transit 800 verfügbar.
Als Alternative zum VW „Samba“-Bus gab es nun den Panoramabus (G1BTO/L) auf Basis des Kleinbus Spezial mit sechs zusätzlichen „Dachrandscheiben“, vergrößerten und in das Heck hineinreichenden Seitenscheiben sowie einer mittig auf dem Dach sitzenden, dreifach verstellbaren Luke aus Plexiglas für zugfreie Entlüftung. Der Panorama bot neun Sitzplätze.
Ab September 1963 gab es denn Taunus Transit 1500 mit 1500 kg Nutzlast. Er hatte den 1,7-Liter-Motor des Taunus 17M („Badewannentaunus“) mit 60 PS (44 kW). Der 1500 hatte einen am Fahrzeugboden montierten Schalthebel, hinten Zwillingsreifen, eine verstärkte Vorderachse und eine modifizierte Bremsanlage. Zunächst gab es ihn nur als Pritschenwagen, Fahrgestell und Kofferwagen. Ab 1964 gab es auch eine Kastenwagen-Version.
Mit Erscheinen des 1500 wurde die gesamte Baureihe nochmals durch verbesserte Sitzverstellung, Klauenschlösser und modifizierte Kennzeichenhalterungen überarbeitet. Eine silbergrau gesteppte Motorabdeckung, ein Blaupunktradio und ein Dachgepäckträger kamen zusätzlich teilweise serienmäßig ins Programm.
Ein Campingwagen von Westfalia mit Hubdach war ebenfalls erhältlich.
1964 kam die letzte überarbeitete Version mit nun am Fahrzeugboden montiertem Schalthebel für alle Modelle und optionaler Zweikreisbremsanlage nebst Bremsservo, 12-Volt-Anlage mit Drehstromlichtmaschine und Dreipunktsicherheitsgurten vorne. Im Dezember 1965 lief das letzte Modell, ein Taunus Transit 1000 Kastenwagen, vom Band in Köln, während im gleichen Monat der Verkauf des Nachfolgers Ford Transit begann. Für den südeuropäischen Markt wurden die Modelle im Ford-Werk Azambuja (Portugal) von 1964 bis Mitte 1966 produziert.

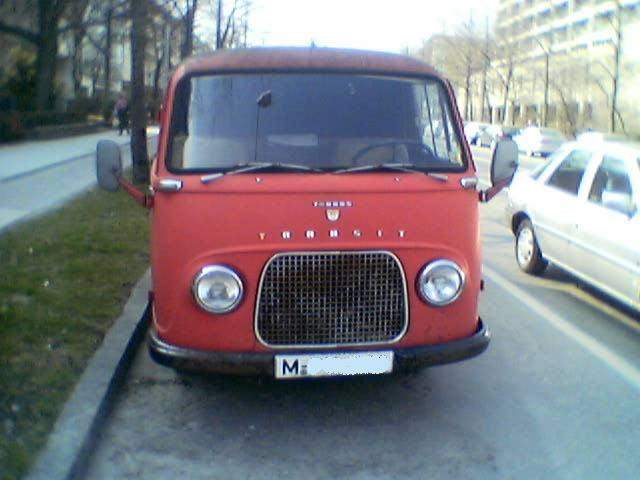
Taunus Transit mit neuem Schriftzug Taunus
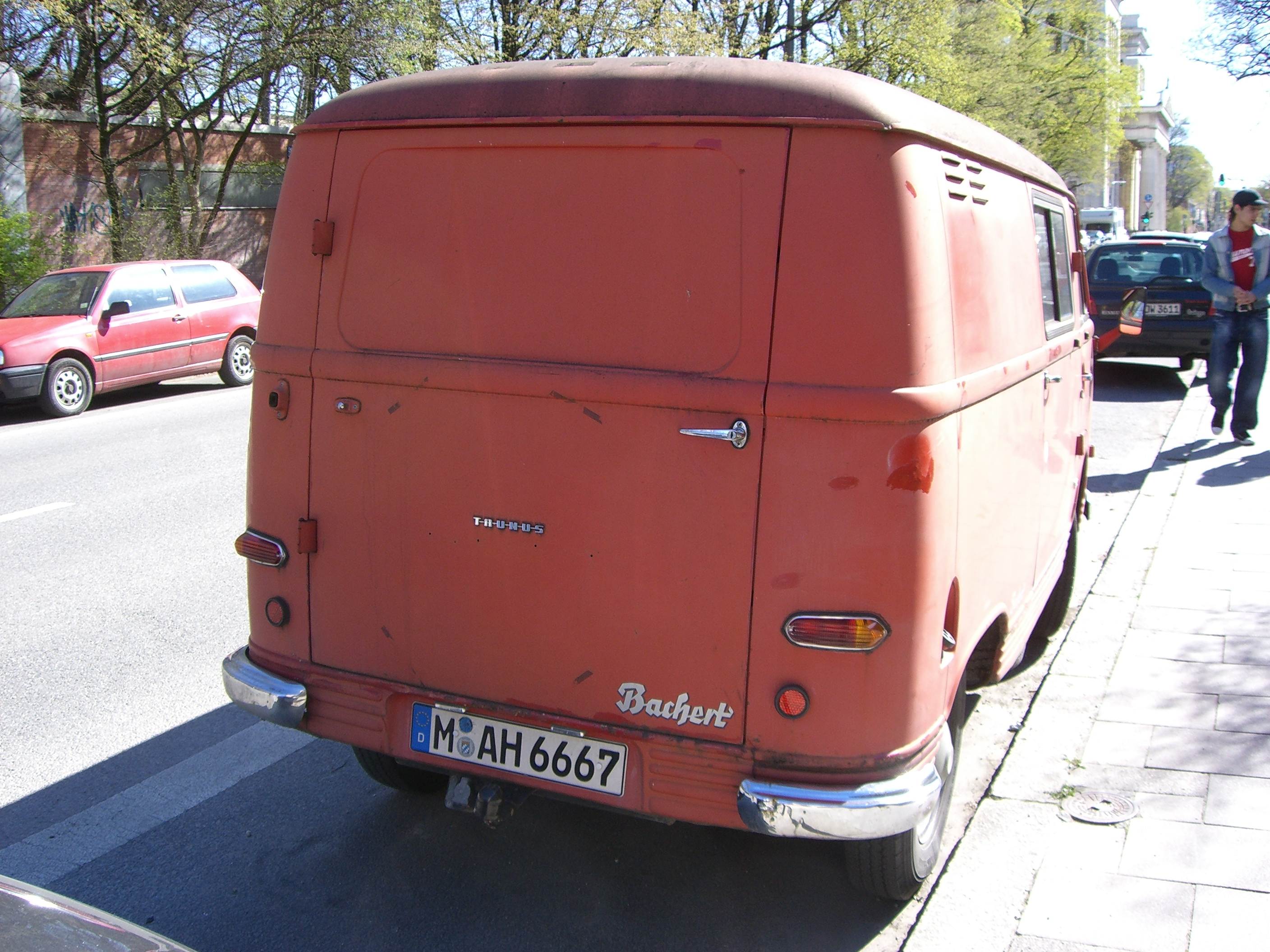
Heck- und Seitenansicht mit Klapptüren
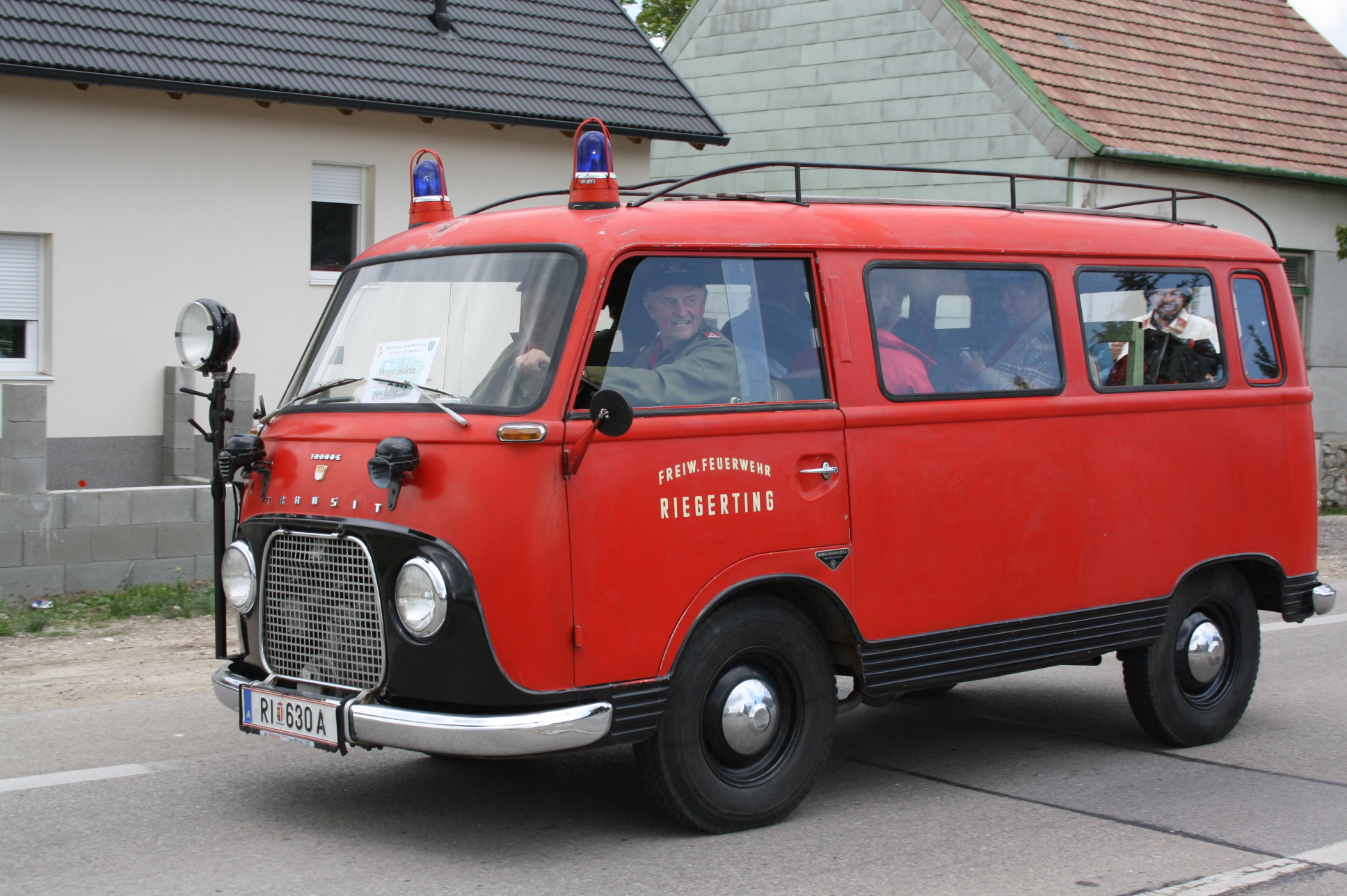
Taunus Transit Kleinbus
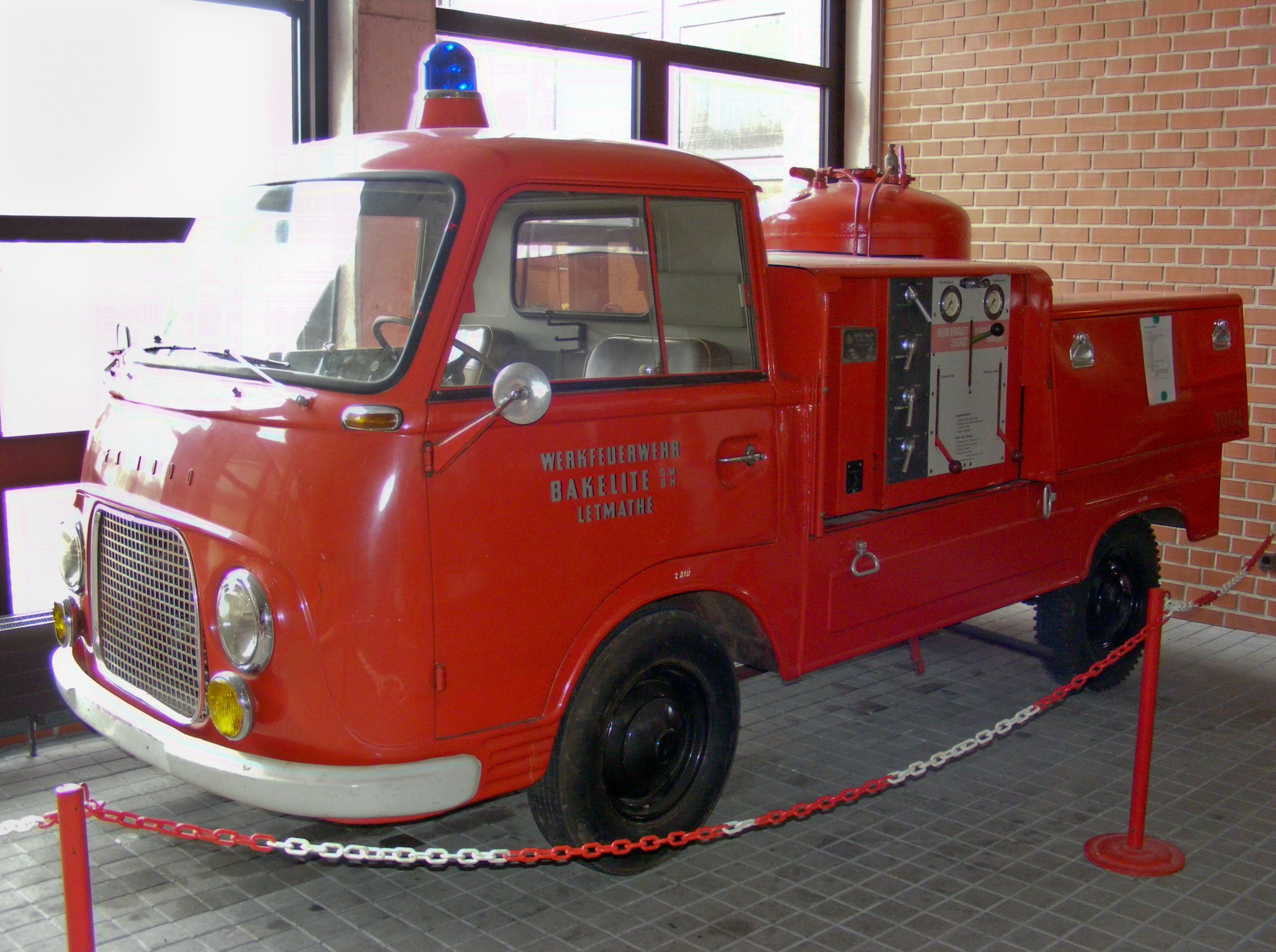
Pritschenwagen
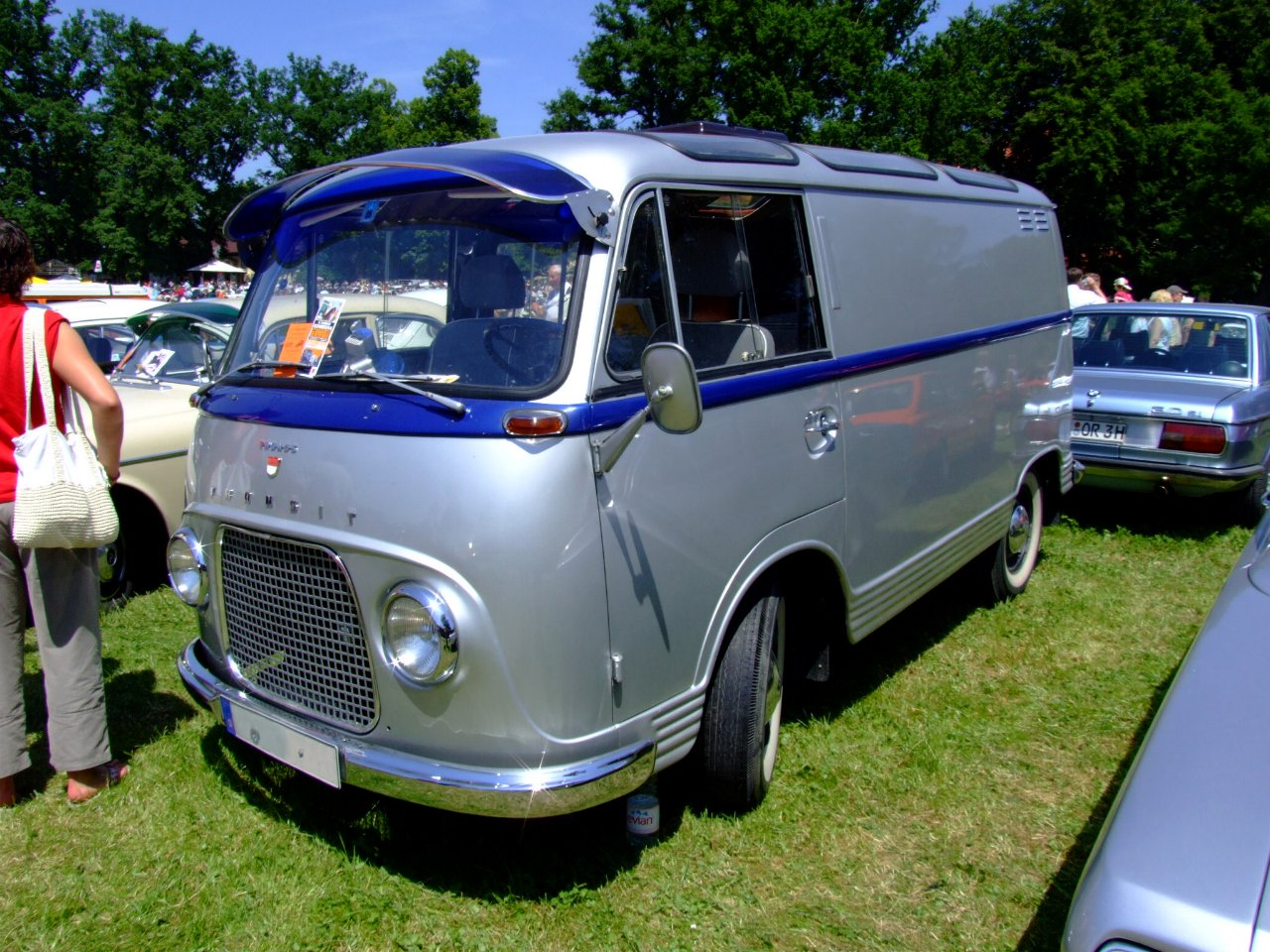
Umgebauter Taunus Transit Panorama
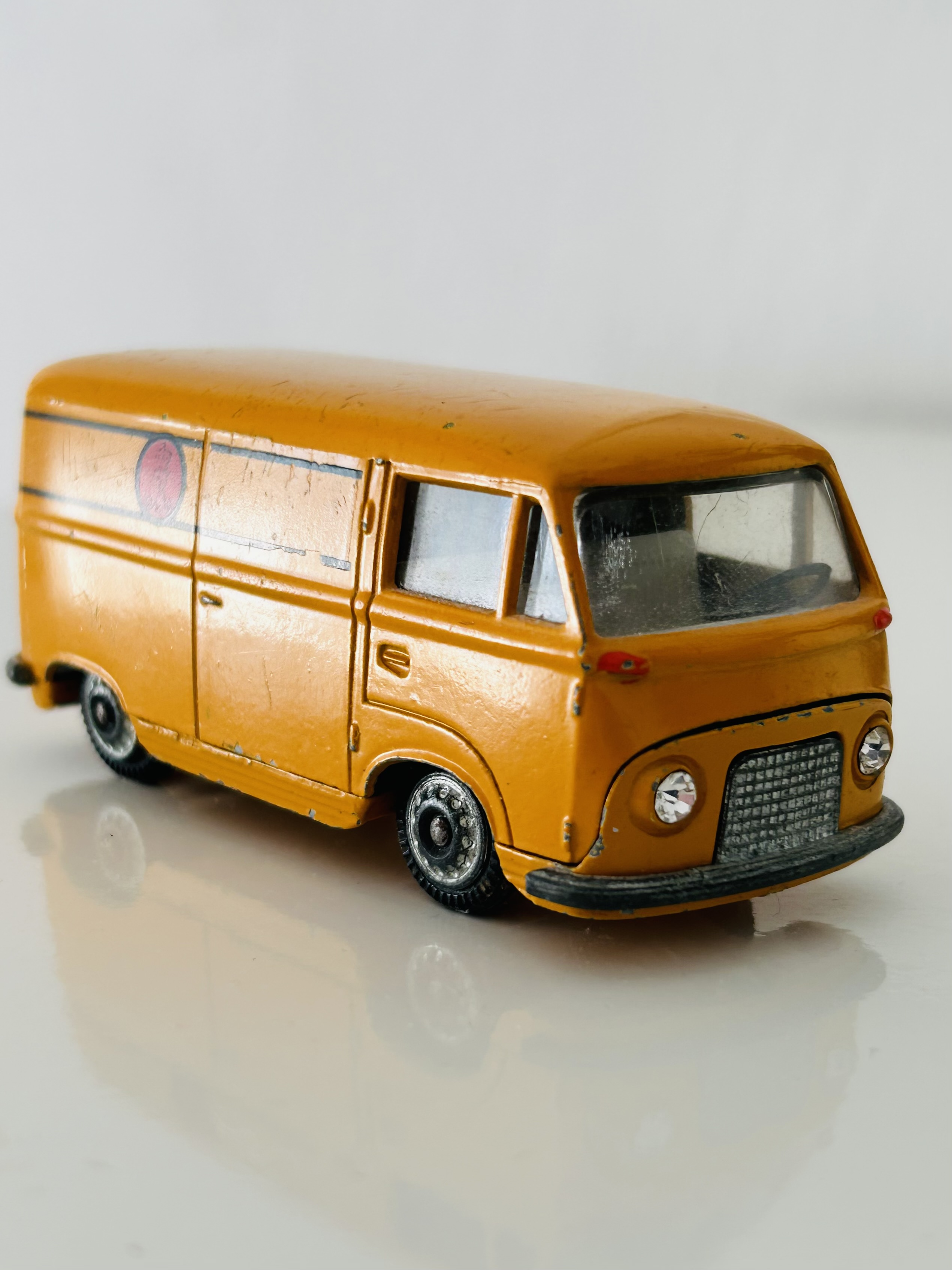
1/43-Modell eines Ford Taunus Transit des dänischen Herstellers Tekno aus den 1960er-Jahren